# Vizi privati
Vizi privati è stato un programma televisivo italiano condotto da Maurizia Paradiso, trasmesso originariamente dal gennaio del 1993 al maggio del 1994, e successivamente tornato in onda dal 2015 al 2017.

## Il programma

### Nascita e successo (1993-1994)
Nel gennaio del 1993, dopo aver concluso nell'anno precedente la sua esperienza nella celebre trasmissione Colpo grosso, Maurizia Paradiso venne assunta dall'imprenditore Paolo Romani nella giovane emittente televisiva Lombardia 7, di cui era direttore, per condurre una nuova trasmissione dal titolo Vizi privati, pubbliche visioni. Il programma mostrava filmati porno amatoriali realizzati da gente comune, in cui non erano mai visibili rapporti sessuali completi, che venivano commentati in studio dalla Paradiso, la quale interagiva anche con i telespettatori con alcuni giochi telefonici e invitandoli a indovinare l'identità dei protagonisti dei filmati.

In seguito ad un intervento del garante, il programma cambiò impostazione: non vennero più mostrati video amatoriali, ma spogliarelli in diretta. Le ragazze del cast si spogliavano in base alle risposte corrette date dagli spettatori alle domande a loro poste dalla Paradiso, che potevano chiamare collegandosi alle numerazioni a sovrapprezzo 144 e 166. Questa seconda fase del programma portò a un grande successo della rete in termini di ascolti, oltre a quello economico, come affermano i critici televisivi Giancarlo Dotto e Sandro Piccinini: 
Il programma venne rinnovato per una seconda edizione nella stagione televisiva 1993/1994, ma nel maggio del 1994 Maurizia Paradiso lasciò la conduzione del programma in seguito a un duro scontro con Paolo Romani per un mancato pagamento, sfociato in un'aggressione fisica che portò la Paradiso in ospedale a causa del danneggiamento di una protesi mammaria.
Nel 1994, con il passaggio di proprietà da Romani alla coppia Gianni Alvisini e Mauro Ferraris, la conduzione del programma passa a Duilio Martina.

### Il ritorno (2015-2017)
Dopo più di vent'anni, dal 5 ottobre 2015 la trasmissione torna in onda con una nuova edizione dal titolo Vizi privati 2.0, sempre con Maurizia Paradiso alla conduzione. Il programma va in onda il lunedì sera in seconda serata su RTB Network, e presenta diverse novità rispetto al format originale: per partecipare ai giochi telefonici non esistono più numerazioni a sovrapprezzo, in studio sono presenti opinionisti, pubblico e musica dal vivo, e per la prima volta, oltre ai consueti spogliarelli femminili, sono presenti anche spogliarelli maschili. Il programma viene rinnovato per una nuova edizione, in onda da ottobre a dicembre 2016 e nel marzo 2017.
Dal 1º luglio 2017 il programma torna con una nuova edizione intitolata Vizi privati Sprint, non più in onda su Retebrescia ma su Telemilano.